# Болдыревская церковь
Успенская (Болдыревская) церковь — небольшой деревянный (?) храм в Санкт-Петербурге, стоявший на месте дома № 1-3 по пр. Стачек на углу с Промышленной ул. (бывш. Болдырев пер.) до 1930-х гг. Неофициальное название — «Болдыревская», поскольку начинала свою историю в 1896 г. как молитвенный дом при Болдыревской белильной фабрике.

## История
Построенный по проекту арх. Ф. Д. Павлова однокупольный храм был открыт в 1910 году. В 1911 году церковь закрывалась из-за нарушения строительных норм. В 1913 году Церковь снова закрыта, но после революции (!) вновь открыта как приходская и передана подворью Ильинского Свято-Троицкого женского монастыря. В 1929 году по требованию рабочих-краснопутиловцев закрыта и вскоре снесена в связи со строительством Кировской фабрики-кухни (ныне — «Кировский универмаг»). Современное здание жилого дома с филиалом универмага построено в 1960-х годах (арх. Каменский В. А., Ашрапян Г. Л.)